# Picaflors becclar
El picaflors becclar (Dicaeum erythrorhynchos) és un ocell de la família dels diceids (Dicaeidae).

## Hàbitat i distribució
Habita boscos i conreus de les terres baixes, a l'Índia, Nepal, Bhutan, oest de Bangladesh, Sri Lanka i oest, est i sud de Myanmar.